# 褐鞘沿阶草
褐鞘沿阶草（学名：Ophiopogon dracaenoides）为百合科沿阶草属下的一个种。

## 扩展阅读
- 維基物種上的相關：褐鞘沿阶草